# Dvorsko vijeće
Dvorsko vijeće (njem. Hofrat) osnovao je Ferdinand I. 1527. Sastojalo se od većeg broja plemića i manjeg broja učenih pravnika. U Dvorsko vijeće bili su pozvani zastupnici austrijskih nasljednih zemalja i Njemačko-rimskog Carstva kao savjetnici, a njihovi vrhovni dostojanstvenici bili su stalni članovi. Staleži nisu imali utjecaja na sastav Vijeća, jer je savjetnike imenovao vladar. Kad je Ferdinand 1556. postao njemačko-rimski car Dvorsko vijeće postalo je isključivo uredom Carstva. Hrvatska i Ugarska izuzete su 1537. iz nadležnosti toga Vijeća. Od tada se kralj savjetovao s ugarskim i hrvatskim savjetnicima koje bi on imenovao. 
Vidi i: Tajno vijeće